# Trận Cer
Trận Cer (Tiếng Serbia: Церска битка/Cerska bitka; Tiếng Đức: Schlacht von Cer; Tiếng Hungary: Ceri csata), hay còn gọi là Trận sông Jadar (Јадарска битка/Jadarska bitka, Schlacht von Jadar, Jadar csata) là trận đánh diễn ra giữa Đế quốc Áo-Hung và Serbia vào tháng 8 năm 1914, giai đoạn mở đầu của Chiến tranh thế giới thứ nhất khi Áo-Hung bắt đầu tấn công Serbia. Địa điểm trận đánh diễn ra xung quanh ngọn núi Cer và những ngôi làng lân cận đó, bao gồm cả thị trấn Šabac.
Trận đánh bắt đầu từ đêm ngày 15 tháng 8 khi Sư đoàn Hỗn hợp số 1 Serbia chạm trán với các tiền đồn Áo-Hung được thiết lập trên sườn núi Cer ngay từ những ngày đầu cuộc chiến. Các cuộc đụng độ sau đó leo thang thành một cuộc chiến giành quyền kiểm soát một số thị trấn và ngôi làng lân cận, đặc biệt là Šabac. Ngày 19 tháng 8, quân đội Áo-Hung mất hết tinh thần chiến đấu và hàng ngàn binh sĩ nước này tháo chạy về nước. Cuộc rút lui trong tình trạng hoảng loạn làm nhiều quân lính nước này bị chết đuối sông Drina. Ngày 24 tháng 8, lính Serbia tái chiếm Šabac, trận đánh chính thức kết thúc.
Thương vong của quân đội Serbia sau gần mười ngày chiến đấu là 3.000-5.000 người người chết và 15.000 người bị thương. Trong khi đó, phìa Áo-Hung tử trận 6.000 đến 10.000 người,30.000 người bị thương và 4.500 người bị bắt làm tù binh. Chiến thắng này của Serbia đánh dấu chiến thắng đầu tiên của khối quân sự phe Hiệp ước trước phe Liên minh trung tâm trong Chiến tranh thế giới thứ nhất và những trận không chiến đầu tiên của cuộc thế chiến này cũng đã diễn ra trong trận đánh này.

## Bối cảnh

### Quan hệ giữa Đế quốc Áo-Hung và Serbia từ năm 1903 đến khi Chiến tranh thế giới thứ nhất bùng nổ
Quan hệ ngoại giao giữa Serbia và Đế quốc Áo-Hung bắt đầu rạn nứt từ sau sự kiện đảo chính vào tháng 5 năm 1903 tại Serbia. Chính quyền mới của Serbia do vua Peter I đứng đầu đã cố thoát khỏi tầm ảnh hưởng của Áo-Hung và chuyển sang tìm sự liên minh với Đế quốc Nga. Năm 1906, Áo-Hung đóng cửa biên giới, ngăn không cho Serbia xuất khẩu nông sản vào nước này. Hai năm sau đó, quan hệ hai nước ngày càng căng thẳng với sự kiện Áo-Hung chính thức sáp nhập Bosna và Hercegovina, một khu vực có đông người Serbia sinh sống, vào lãnh thổ đế quốc (từ Hiệp ước Berlin năm 1878, Đế quốc Ottoman đã phải nhường quyền hành chính của Bosna cho Áo–Hung). Việc sáp nhập này đã khiến cả Serbia và Nga phản đối và Serbia thậm chí còn kêu gọi chiến tranh với Áo-Hung nhưng do không nhận được sự ủng hộ từ Nga nếu chiến tranh xảy ra nên chính phủ Serbia đã từ bỏ ý định. Trong khi đó, về phía Áo-Hung, Tổng tham mưu trưởng quân đội nước này, Franz Conrad von Hötzendorf, tin rằng Áo-Hung sẽ chỉ mất có ba tháng để đánh bại Serbia nếu chiến tranh xảy ra.
Từ năm 1912 đến năm 1913, Serbia cùng nhiều quốc gia khác tại Balkan tham gia vào Các cuộc chiến tranh Balkan với kết quả sau cùng Serbia có được thêm Kosovo và Macedonia. Trong khi đó, Đế quốc Áo-Hung muốn thôn tính Serbia để đoạt lấy con đường ra các biển Adriatic, biển Agean, biến Đế quốc Áo-Hung từ đế quốc nhị nguyên trở thành đế quốc tam nguyên (tức từ một đế quốc kết hợp giữa Áo và Hungary trở thành một đế quốc kết hợp giữa Áo, Hungary và Serbia.

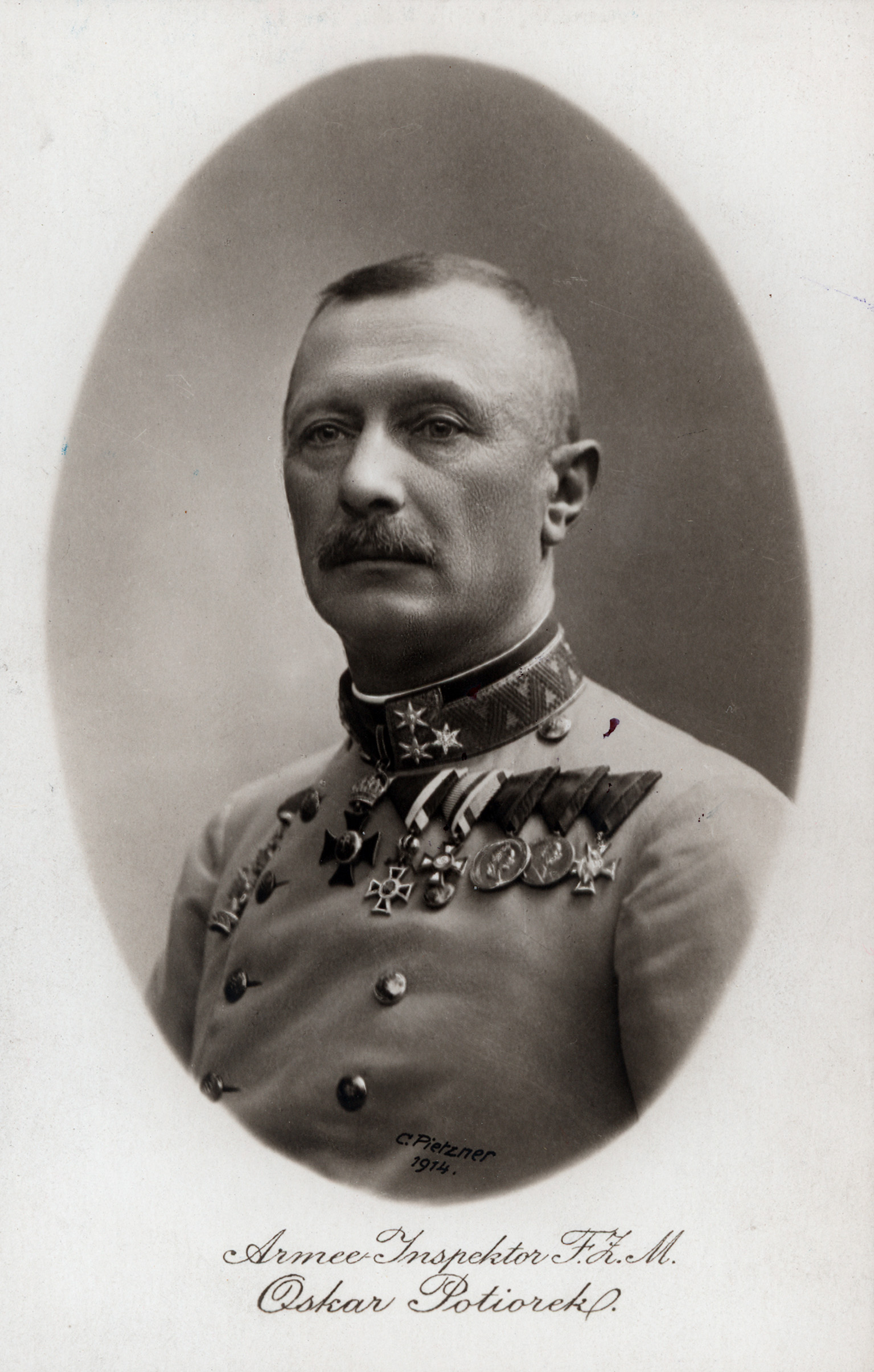
Đại tướng Oskar Potiorek, toàn quyền Bosna và Hercegovina, người chỉ huy quân đội Áo-Hung tấn công Serbia vào tháng 8 năm 1914.

Nguyên nhân trực tiếp dẫn đến việc Đế quốc Áo-Hung tuyên chiến với Serbia cũng như của Chiến tranh thế giới thứ nhất là vụ ám sát thái tử Áo-Hung Franz Ferdinand tại Sarajevo, Bosna. Ngày 28 tháng 6 năm 1914, khi thái tử Franz Ferdinan bị một số thành viên của Tổ chức Bàn tay đen thực hiện kế hoạch ám sát tại Sarajevo. Áo-Hung đã gửi tối hậu thư cho Serbia vào ngày 23 tháng 7 với nghi ngờ Belgrade lên kế hoạch cho cuộc ám sát. Tối 25 tháng 7, Serbia gửi tối hậu thư đến đại sứ Áo-Hung quyết tâm hòa giải cuộc xung đột nhưng Áo-Hung vẫn không chấp thuận và tuyên bố cắt đứt quan hệ ngoại giao với Serbia. Ngày 28 tháng 7 năm 1914, Áo-Hung tuyên chiến với Serbia và trong cùng ngày hôm đó người Serbia đã phá hủy toàn bộ các cây cầu bắc qua sông Sava và Danube để ngăn việc Áo-Hung sử dụng chúng để tấn công nước này. Một ngày sau đó, Belgrade bị pháo kích, Chiến tranh thế giới thứ nhất chính thức bùng nổ.

### Tương quan lực lượng
Chiến sự tại khu vực Đông Âu của Chiến tranh thế giới thứ nhất cũng bắt đầu từ cuộc tấn công Serbia của Đế quốc Áo-Hung vào đầu tháng 8 năm 1914. Quân số Áo-Hung tham gia tấn công Serbia chỉ vào khoảng 200.000 quân so với ước tính 308.000 quân ban đầu, do phần lớn Tập đoàn quân số 2 của Áo-Hung đã phải đưa sang mặt trận Ba Lan đối đầu với Nga. Bốn mươi phần trăm (40%) lực lượng trên là người Nam Slavơ sinh sống trên lãnh thổ Áo-Hung. Điểm mạnh của quân đội Áo-Hung là có nhiều súng trường hiện đại và có số súng máy và pháo gấp đôi quân đội Serbia, bên cạnh đó có nhiều đạn dược hơn và khả năng vận tải tốt hơn. Cơ sở hạ tầng công nghiệp của Áo-Hung cũng cao hơn Serbia.
Trong khi đó, phía Serbia nếu tổng động viên đầy đủ sẽ có 450.000 quân. Lực lượng chính đối đầu với Áo-Hung là bốn tập đoàn quân 1, 2, 3 và Užice, tổng quân số 180.000 người. Quân đội Serbia cũng chỉ đang trong quá trình hồi phục sau Các cuộc chiến tranh Balkan, cuộc chiến đã cướp đi sinh mạng 36.000 lính Serbia và 55.000 người khác bị thương nặng, bằng cách tuyển quân từ các vùng đất mới chiếm được. Về vũ khí, quân đội nước này thiếu hụt về pháo và đang trong giai đoạn bổ sung đạn dược. Lính Serbia cũng thiếu cả các trang bị cơ bản, nhiều lính mới tuyển mộ thậm chí không được trang bị giày và nhiều đơn vị không có đồng phục trừ áo choàng tiêu chuẩn và mũ truyền thống Serbia gọi là šajkača. Súng trường cũng trong tình trạng thiếu hụt với ước tính khi quân đội Serbia được tổng động viên toàn bộ, có khoảng 50.000 lính Serbia sẽ không được trang bị gì cả. Đó là chưa kể một bộ phận quân đội nước này còn phải được sử dụng cho nhiệm vụ chống các cuộc nổi dậy của người Albania và mối đe dọa từ Bulgaria. Lợi thế của Serbia so với Áo-Hung là nhiều người lính thuộc quân đội nước này là cựu binh trong Các cuộc chiến tranh Balkan nên có nhiều kinh nghiệm chiến đấu và được huấn luyện tốt hơn. Tinh thần người lính Serbia cũng cao hơn, bù đắp cho sự thiếu hụt về vũ khí so với đối phương.
Tổng chỉ huy các lực lượng Áo-Hung tham gia tấn công Serbia là Đại tướng Oskar Potiorek, người đã không thể bảo vệ được cho Thái tử Franz Ferdinand trong sự kiện ám sát tại Sarajevo. Trước khi trận đánh diễn ra, Potiorek đã dự đoán Áo-Hung sẽ dễ dàng đánh bại Serbia và gọi lính Serbia là "những kẻ chăn lợn." Hai tập đoàn quân số 2 và số 5 của Áo-Hung trực tiếp tham gia trận đánh này được chỉ huy lần lượt bởi Đại tướng Bộ binh (General der Infanterie) Liborius Ritter von Frank và Đại tướng Kỵ binh (General der Kavallerie) Eduard Freiherr von Böhm-Ermolli. Quân đội Serbia được đặt dưới sự chỉ huy trên danh nghĩa của Thái tử Alexander, còn trên thực tế là Tổng tham mưu trưởng, Thống chế Radomir Putnik, người đã có kinh nghiệm lãnh đạo quân đội nước này trong cuộc chiến tranh Balkan. Các Đại tướng Petar Bojović, Stepa Stepanović và Pavle Jurišić Šturm lần lượt là chỉ huy trưởng ba tập đoàn quân 1, 2 và 3 của Serbia.

## Diễn biến

### Các cuộc tấn công ban đầu
Từ ngày 29 tháng 7 đến ngày 11 tháng 8, lính Áo-Hung đã cho tiến hành nhiều cuộc pháo kích vào khu vực phía bắc và tây bắc Serbia, đồng thời thiết lập một hệ thống các cầu phao để vượt sông Sava và sông Drina. Trong khi đó, quân đội Serbia không thể căng lực lượng trên toàn tuyến biên giới Áo-Serbia dài đến 550 km do đó Thống chế Putnik cho tập trung quân tại tuyến phòng ngự Šumadija, từ đó quân đội nước này có thể di chuyển nhanh về hướng bắc hoặc hướng tây tùy vào tình hình chiến sự. Một số đơn vị tăng phái mạnh được đưa đến thị trấn Valjevo và Užice, và các tiền đồn đều được bố trí tại các điểm quan trọng trên tuyến biên giới. Thời điểm này, toàn bộ bộ tổng tham mưu quân đội Serbia không thể làm gì hơn ngoài việc chờ đợi kế hoạch tấn công của quân đội Áo-Hung được triển khai trên thực tế.
Trong những ngày sau đó, pháo binh Áo-Hung liên tục pháo kích với cường độ mạnh vào Belgrade, Smederevo và Veliko Gradište. Lính Áo-Hung sau nhiều lần không vượt sông Danube thành công đã bị thương vong nặng nề. Nắm được việc chủ lực quân đội Áo-Hung đang tập trung ở Bosna, bộ tổng tham mưu quân đội Serbia biết rằng cuộc tấn công ở hướng Danube chỉ là nghi binh. Sau đó, hướng tấn công của Áo-Hung chuyển sang vượt sông Drina tại Ljubovija và sông Sava tại Šabac và các cuộc tấn công này được đánh giá là nghiêm trọng hơn.
Ngày 12 tháng 8, lính Áo-Hung thuộc Quân đoàn XIII do tướng Adolf von Rhemen zu Barensfeld chỉ huy (quân lính đa phần là người Croatia) và Quân đoàn VIII do tướng Giesl von Gieslingen (quân lính đa phần là người Séc) vượt sông Drina. Cả hai quân đoàn này đều thuộc về Tập đoàn quân số 5, với quân số tổng cộng của cả tập đoàn quân là 80.000 người. Theo dự đoán của người Áo, tập trung bảo vệ khu vực sông Drina cho đến Valjevo sẽ có ba sư đoàn Serbia, và chiến sự có khả năng diễn ra gay gắt ở làng Lešnica và thị trấn Loznica. Quân đoàn XIII được giao nhiệm vụ chiếm phía đông Loznica, khai thông con đường đến thung lũng Jadar; còn Quân đoàn VIII sẽ vượt sông Drina tại phía đông Bijelnija và sau đó sẽ tiến quân về phía nam.
Trong cùng ngày, Quân đoàn IV thuộc Tập đoàn quân số 2 Áo-Hung của tướng Karl Tersztyánszky von Nádas vượt sông Sava đến phía bắc thị trấn Šabac. Thị trấn này nhanh chóng bị lính Áo-Hung chiếm được. Đến ngày 14 tháng 8, trên một trận tuyến dài khoảng 160 km, quân đội Áo-Hung đã vượt sông thành công và tập trung về Valjevo. Tập đoàn quân số 2 và số 5 của Áo-Hung tiến về hướng Belgrade, nơi họ chạm trán ba tập đoàn quân số 1, 2 và 3 của Serbia. Ngày 15 tháng 8, thống chế Radomir Putnik ra lệnh cho lính Serbia chuẩn bị phản công trước áp lực của đồng minh Nga và Pháp. Bộ tổng tham mưu quân đội Serbia nhận định cuộc tấn công vào Šabac chỉ là nghi binh và hướng tấn công chinh của Áo-Hung vẫn là phía sông Drina. 3 giờ chiều ngày 15 tháng 8, mạng lệnh được đưa đến Tập đoàn quân số 2 của Serbia chỉ đưa một sư đoàn tấn công Šabac và nhằm cầm giữ quân Áo, trong khi Sư đoàn Hỗn hợp số 1 Serbia và Sư đoàn Morava I sẽ băng qua Koceljeva để tấn công cánh trái quân Áo tại thung lũng Jadar.

### Các cuộc giao tranh chính
Đại úy Ješa Topalović, một sĩ quan Serbia thuật lại câu chuyện đơn vị của ông ta đã chạm trán với lính Áo-Hung tại sườn núi Cer.
Khoảng 23 giờ ngày 15 tháng 8, lính Serbia thuộc Sư đoàn Hỗn hợp số 1 đã chạm trán với các tiền đồn Áo-Hung được thiết lập trên sườn núi Cer. Các vị trí này của Áo-Hung chỉ được phòng thủ lỏng lẻo và do đó quân trú phòng đã bị đánh bại. Đến nửa đêm, lính Serbia và lính Áo-Hung đã chiến đấu cực kỳ ác liệt trong sự hỗn loạn do đêm tối. Sáng ngày 16 tháng 8, lính Serbia chiếm được dãy Divača và đánh bật quân Áo-Hung ra khỏi vị trí tại làng Borino Selo. Lính Áo-Hung bị thương vong nặng nề và rút lui một cách hỗn loạn. Trong ngày này, lính Serbia cũng đẩy lui Sư đoàn Bộ binh Landwehr số 21 của Áo ra khỏi sườn núi Cer để ngăn sư đoàn này phối hợp tác chiến với Tập đoàn quân số 2 Áo-Hung ở Šabac.
Ngày 17 tháng 8, lính Serbia quyết tâm tái chiếm Šabac nhưng không thành công.Sư đoàn Hỗn hợp số 1 tấn công làng Trojan và Parlog trước khi tiến vào thị trấn nhỏ Kosanin Grad. Ở những nơi khác, lính Áo-Hung thành công trong việc đẩy lui Tập đoàn quân số 3 của Serbia, buộc tập đoàn quân này phải điều động một sư đoàn bảo vệ con đường đến thị trấn Valjevo bị Sư đoàn Sơn cước 42 Áo-Hung uy hiếp.
Sáng ngày 18 tháng 8, lính Áo-Hung thuộc Tập đoàn quân số 2 lại mở một cuộc tấn công nữa với ý định đẩy lui Sư đoàn Šumadija số 1 khỏi đầu cầu Šabac để Tập đoàn quân số 5 có thể tiếp tục tiến quân.Tuy nhiên cuộc tấn công đã thất bại tại sông Dobrava, và những lính Áo-Hung còn sống sót phải tháo chạy. Tại những nơi khác, Tập đoàn quân số 2 của Serbia tiến hành phản công dọc theo núi Cer và Iverak, với Sư đoàn Hỗn hợp số 1 tấn công làng Rašulijača và chịu áp lực lớn tại Kosanin Grad. Các cuộc tấn công của quân Serbia diễn ra trong suốt đêm 18 tháng 8. Rạng sáng ngày 19 tháng 8, lính Serbia cuối cùng đã đánh bại được lính Áo-Hung. Sư đoàn Morava số 1 đánh bật Sư đoàn Bộ binh 9 Áo-Hung ra khỏi vị trí và đẩy lui các cuộc phản công sau đó với tổn thất nặng nề. Quân đoàn IV Áo-Hung lại tấn công Sư đoàn Šumadija và lần này đã buộc sư đoàn này phải rút lui với tổn thất nhẹ. Tuy nhiên việc không thể đánh gục sư đoàn Šumadija đã khiến cho Quân đoàn IV Áo-Hung không thể đến tiếp cứu cho lực lượng Áo-Hung tại Cer, vì làm như vậy Sư đoàn Šumadija sẽ có thể tấn công họ từ phía sau.

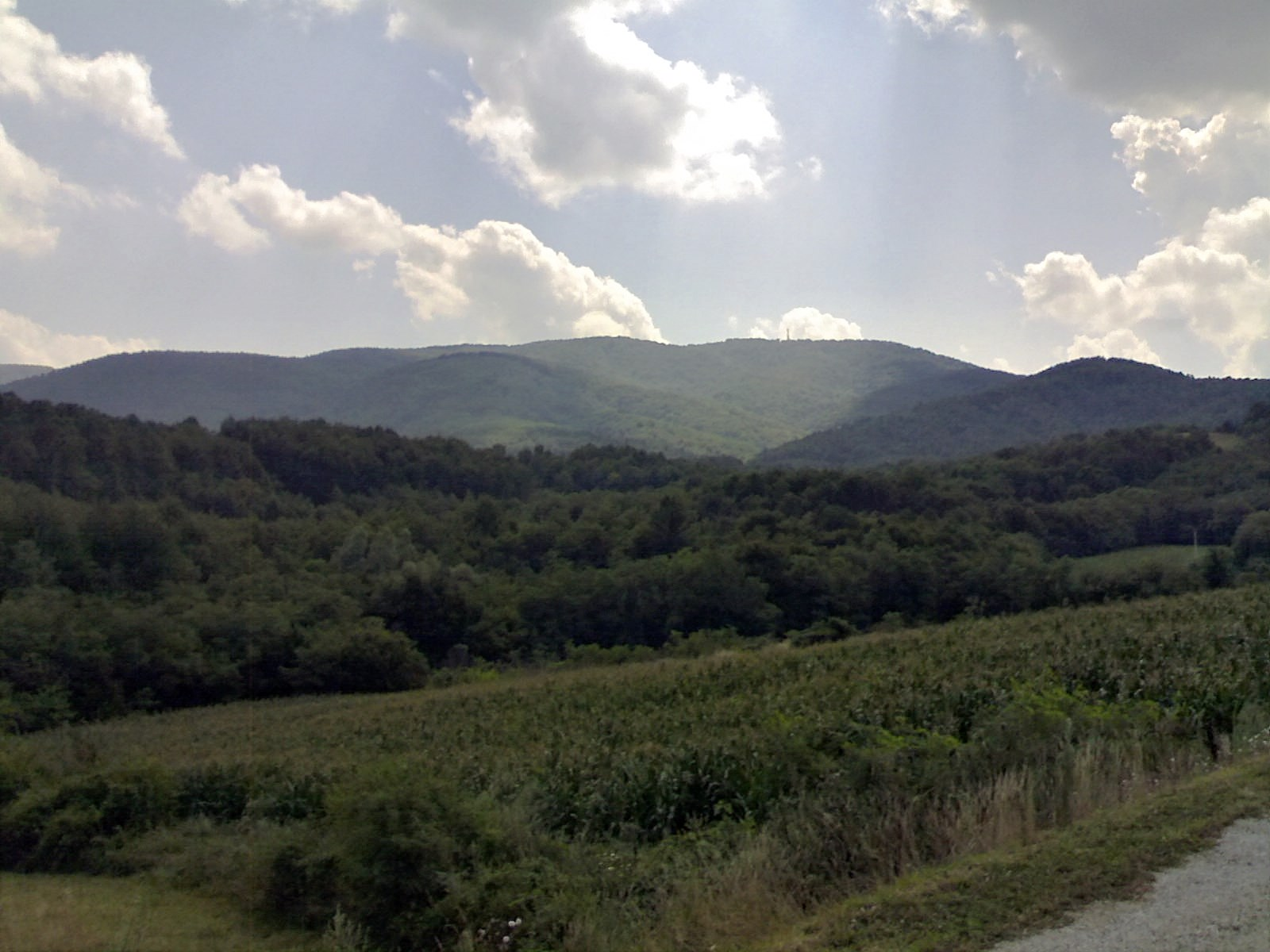
Núi Cer ở vùng tây bắc Serbia. vào năm 1914, ngọn núi này là nơi diễn ra trận đánh giữa Áo-Hung và Serbia.

Lính Serbia chiếm lại Rašulijača vào buổi chiều, và Sư đoàn Hỗn hợp số 1 đã nhân cơ hội đó tiến về hướng Lešnica. Trong khi đó, Sư đoàn Morava số 1 tấn công Iverak và tìm cách đẩy lui quân Áo-Hung. Trước buổi trưa ngày 19 tháng 8, làng Velika Glava rơi vào tay quân Serbia và đến cuối chiều thì đến lượt đỉnh Rajin Grob. Lính Áo-Hung với tinh thần chiến đấu đi xuống và thiếu sự gắn kết bắt đầu rút chạy nhanh chóng. Tập đoàn quân số 3 Serbia cũng đánh tan tác Sư đoàn Bộ binh số 36 Áo-Hung và cũng buộc sư đoàn này tháo chạy trong hỗn loạn. Trên toàn tuyến mặt trận, quân đội Serbia chuyển sang truy kích quân Áo-Hung đang rút lui.
Ngày 20 tháng 8, lính Áo-Hung, lúc này đang bị lính Serbia truy kích đến tận Bosnia, phải vượt sông Drina để trở về bờ bên kia, trong đó có toàn bộ Tập đoàn quân số 5. Nhiều lính Áo-Hung chết đuối trong tình trạng tháo chạy hỗn loạn. Các báo cáo quân sự của Serbia chỉ rõ "quân địch đang rút lui một cách hỗn loạn". Thống chế Putnik thông báo cho Vua Peter I bằng điện tín rằng lực lượng chủ lực của địch quân đã bị đánh bại tại Jadar và núi Cer, và quân ta đang truy kích gắt gao." Song song với chiến thắng tại núi Cer, lính Serbia cũng ra sức tái chiếm thị trấn Šabac. Chiến sự diễn ra căng thẳng trong hai ngày 21 và 22 tháng 8, khi lính Serbia tiếp cận thị trấn từ hướng tây. Ngày 23 tháng 8, lính Serbia bao vây thị trấn và đêm hôm đó bắt đầu pháo kích. Đến ngày 24 tháng 8, lính Serbia tiến vào Šabac và nhận ra lính Áo-Hung đã bỏ đi từ đêm hôm trước. Đến 16 giờ cùng ngày, quân đội Serbia đã đến bờ sông Sava, chính thức giành được thắng lợi đầu tiên trước cuộc tấn công của Áo-Hung.

## Thương vong và tội ác chiến tranh
Cả hai phe tham chiến đều chịu thương vong nặng nề sau trận đánh. Ước tính về thương vong của lính Áo-Hung rất khác nhau. Sử gia David Jordan đưa ra con số 37.000 thương vong trong trận này, trong đó có 7.000 trường hợp tử trận. Tác giả Misha Glenny thì nói khoảng gần 30.000 lính Áo-Hung bị thương và 6.000-10.000 người tử trận. Tác giả Horne viết có 8.000 lính Áo-Hung tử trận cùng 30.000 bị thương, cộng thêm việc mất 46 khẩu pháo, 30 khẩu súng máy và 140 xe chở đạn dược. Có 4.500 lính Áo-Hung bị bắt làm tù binh, theo sử gia David Stevenson.
Ước tính số lượng thương vong của lính Serbia cũng không thống nhất. Horne và Jordan đều đồng ý rằng gần 3.000 lính Serbia tử trận và 15.000 người bị thương trong trận đánh. Glenny phản bác lại rằng Serbia mất từ 3.000 đến 5.000 quân. Con số tử trận mà hai bên phải gánh chịu báo trước một cuộc chiến tranh với thiệt hại nặng nề cho các bên tham chiến. Nhà báo Pháp Henry Barby miêu tả khung cảnh trận đánh:
Khu vực giữa Cer và sông Jadar nơi mà trận đánh khủng khiếp này diễn ra chẳng còn gì ngoại trừ những ngôi mộ tập thể và những xác thịt thối rữa...... Từ bóng tối của những cánh rừng bốc lên một mùi rất hôi thối dường như lên đến tận đỉnh núi Cer. Số lượng xác chết quá lớn khiến cho Tập đoàn quân thứ hai bắt buộc phải từ bỏ việc chôn cất do thiếu thời gian.

Tội ác chiến tranh đã được thực hiện bởi cả lính Áo – Hung và Serbia, mặc dù theo tác giả Lawrence Sondhaus, phần lớn được gây ra bởi Áo – Hung chỉ vì họ đã có nhiều cơ hội hơn để làm như vậy. Ngoài những thường dân Serbia tấn công lính Áo-Hung bị trả thù, những lính Áo-Hung vô kỷ luật xử tử hàng trăm đàn ông và cưỡng hiếp và giết rất nhiều phụ nữ và trẻ em trong suốt trận đánh, với nguyên nhân theo tác giả Songhaus rằng lính Áo-Hung được gieo ý nghĩ rằng chính người Serbia là những kẻ đã khiến chiến tranh nổ ra. Nhiều người Serbia trong số những người bị giết bởi quân đội Áo – Hung chính là nạn nhân của những người Nam Slav cùng chủng tộc (người Serbia, người Croatia và người Hồi giáo Bosnia) phục vụ trong quân đội Áo – Hung. Những sĩ quan chỉ huy Serbia đã báo cáo về việc lính Áo-Hung đã tiến hành nhiều cuộc giết chóc trả thù tại các ngôi làng Serbia trong suốt trận đánh. Tướng Pavle Jurišić Šturm đã nói:
Quân đội Áo đã phạm những tội ác khủng khiếp trên lãnh thổ của chúng tôi.Một nhóm 19 người (đàn ông, phụ nữ và trẻ em) được tìm thấy ở quán rượu Krivajica. Họ bị trói lại với nhau và rồi tàn sát dã man. Một nhóm 15 người như vậy được tìm thấy ở Zavlaka.Những nhóm nhỏ người bị giết và xác họ bị mổ xẻ, chủ yếu là phụ nữ và trẻ em, được tìm thấy khắp các làng. Một phụ nữ bị cắt mất da lưng và người khác đã bị cắt mất ngực... Một nhóm khác gồm 12 phụ nữ và trẻ em được tìm thấy bị trói vào nhau rồi sát hại. Những người nông dân nói những cảnh như vậy được nhìn thấy ở khắp mọi nơi.

## Kết quả

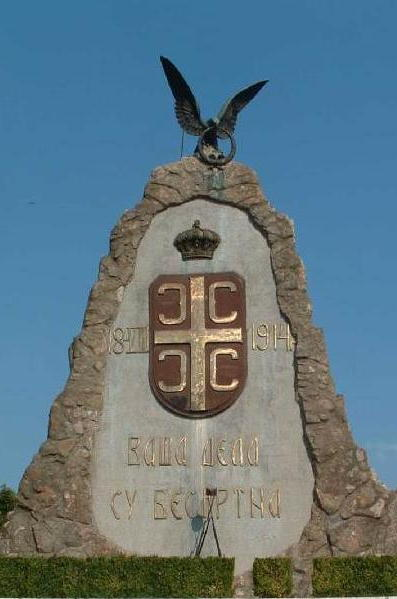
Đài tưởng niệm trận Cer tại Serbia cho những người lính Serbia đã hi sinh trong trận đánh.

Mặc dù đã thành công trong việc đẩy lùi cuộc tấn công của quân đội Áo – Hung, quân đội Serbia đã phải sử dụng một số lượng lớn đạn được, lên đến 6,5 triệu viên đạn và 35.000 quả đạn pháo. Chỉ huy trưởng Tập đoàn quân số 2 Serbia, Đại tướng Stepa Stepanović, được phong hàm thống chế (Tiếng Serbia: vojvoda, вoјвода) sau những thành quả mà ông đã đạt được trong trận này. Chỉ huy trưởng phía Áo-Hung Oskar Potiorek, người đã đánh giá quá thấp quân đội Serbia trước trận đánh, may mắn vẫn còn tại vị và vào tháng 9 năm 1914, ông được khởi động lại một cuộc xâm lược Serbia khác với điều kiện rằng "không có bất kỳ nguy cơ nào có thể dẫn đến một thất bại nữa."
Thất bại trong trận này cũng ảnh hưởng đến toàn bộ quân đội Áo-Hung tại chiến trường Balkan. Lính Áo-Hung đang chiến đấu tại Montenegro bị buộc phải bỏ thị trấn Pljevlja mà họ đã chiếm từ ngày 19 tháng 8 do thất bại tại núi Cer và sau đó toàn bộ lính Áo-Hung tại Montenegro và Serbia phải rút về nước. Trận không chiến đầu tiên của Chiến tranh thế giới thứ nhất cũng đã diễn ra trong trận này, khi một phi công Serbia phát hiện một máy bay Áo-Hung khi đang bay trinh sát quanh vị trí quân đội Áo-Hung. Phi công Áo-Hung dùng súng lục tấn công phi công Serbia nhưng không thành công và chỉ sau đó vài tuần, toàn bộ các máy bay của cả Serbia và Áo-Hung đều được trang bị súng máy.
Chiến thắng trong trận đánh này cũng thu hút sự chú ý của toàn thế giới về Serbia và người Serbia chiếm được cảm tình với các nước đồng minh và thậm chí cả những quốc gia trung lập đánh dấu chiến thắng đầu tiên của khối quân sự Entente trước Liên minh Trung tâm trong Chiến tranh thế giới thứ nhất. Như một hệ quả, những người ngoại quốc lũ lượt kéo đến Serbia vào cuối năm 1914, cung cấp sự hỗ trợ về tài chính, chính trị, nhân đạo và quân sự. Những bài viết về sự phòng thủ của người Serbia xuất hiện thường xuyên hơn trên các tờ báo của Anh, và theo nhà sử học Andrej Mitrovic, sở dĩ Serbia giữ được sự quan tâm cao như vậy là vì những nhóm dân tộc nhất định ở Ý lấy Serbia và Montenegro như là một ví dụ về sự đối đầu với Áo – Hung đã tán thành việc tham chiến theo phe Đồng minh.
Ái quốc ca của người Serbia Hành khúc Drina (Tiếng Serbia:Марш на Дрину) đã được nhạc sĩ Stanislav Binički sáng tác không lâu sau khi trận đánh kết thúc để kỷ niệm chiến thắng. Binički dành tặng khúc quân hành này cho người chỉ huy trưởng mà ông mến mộ, đại tá Stojanovic, người đã hi sinh trong trận này. Năm 1964, bộ phim do Nam Tư sản xuất, mang tên Hành khúc sông Drina cũng dựa trên bối cảnh trận đánh, trùng tên với bài hành khúc đã được trình chiếu .

### Trích dẫn
1. 1 2 3  Pavlowitch 2002, tr. 94.
2. 1 2 3 4 5 6  Jordan 2008, tr. 28.
3. ↑  Tucker & Roberts 2005, tr. 604–605.
4. 1 2  Hickey 2002, tr. 38.
5. 1 2 3 4 5 6 7 8  Glenny 2012, tr. 316.
6. 1 2 3  Mitrović 2007, tr. 104.
7. ↑  Mulligan 2010, tr. 64.
8. ↑  Fischer 2011, tr. 8.
9. 1 2  Bideleux & Jeffries 2007, tr. 236.
10. 1 2  Strachan 2001, tr. 335.
11. ↑  Từ Thiên Ân, Hứa Bình & Vương Hồng Sinh 2002, tr. 137
12. ↑  Jordan 2008, tr. 16.
13. ↑  Từ Thiên Ân, Hứa Bình & Vương Hồng Sinh 2002, tr. 134
14. ↑  Jordan 2008, tr. 17.
15. ↑  Palmer 2010, tr. 93.
16. 1 2 3  Stevenson 2004, tr. 60.
17. 1 2  Stevenson 2004, tr. 59.
18. 1 2  Jordan 2008, tr. 20.
19. ↑  Tucker & Roberts 2005, tr. 605.
20. 1 2 3  Glenny 2012, tr. 314.
21. ↑  Neiberg 2006, tr. 54.
22. ↑  Griffiths 2003, tr. 57.
23. ↑  Hall 2010, tr. 28.
24. ↑  Jordan 2008, tr. 21.
25. ↑  Horne 2005, tr. 4–5.
26. 1 2  Horne 2005, tr. 5.
27. ↑  Thomas 2001, tr. 4.
28. 1 2 3 4  Glenny 2012, tr. 315.
29. ↑  Jordan 2008, tr. 26.
30. 1 2  Jordan 2008, tr. 27.
31. 1 2 3  Mitrović 2007, tr. 69.
32. 1 2 3 4  Horne 2005, tr. 7.
33. ↑  Glenny 2012, tr. 315–316.
34. ↑  Sondhaus 2011, tr. 81.
35. ↑  Horne & Kramer 2001, tr. 79.
36. ↑  Sondhaus 2011, tr. 82.
37. ↑  Mitrović 2007, tr. 73–74.
38. ↑  Mitrović 2007, tr. 73.
39. ↑  Radan & Pavković 1997, tr. 126.
40. ↑  Jordan 2008, tr. 29.
41. ↑  Mitrović 2007, tr. 105.
42. ↑  Glas Javnosti & 3 tháng 3 năm 2003.
43. ↑  B92 & 28 tháng 6 năm 2011.
44. ↑  Neiberg 2006, tr. 55.